# QuickDraw
QuickDraw — проприетарная графическая библиотека, разработанная американской компанией Apple, ранее являлась компонентом классической Mac OS и Mac OS X (вплоть до версии 10.8). Первоначально авторами библиотеки были Билл Аткинсон и Энди Херцфилд. Преемницей стала технология Quartz. Начиная с версии 10.4 QuickDraw была объявлена устаревшей, в версии 10.5 не получила поддержки 64-битной архитектуры, а 10.8 — удалена из операционной системы. Тем не менее использующие QuickDraw приложения по-прежнему запускаются и работают в последних версиях macOS, однако встроенные инструменты разработчика (наподобие как Xcode и macOS SDK) не содержат заголовочных файлов для их компиляции.